# Posse - La leggenda di Jessie Lee
Posse - La leggenda di Jessie Lee (Posse) è un film western del 1993 diretto da Mario Van Peebles.

## Trama
Durante la guerra di Cuba (1898-1899), Jessie Lee, soldato di colore coscritto alla leva in cambio di una riduzione di pena per un crimine commesso nei confronti di un bianco, riceve dal colonnello in comando l'ordine di assaltare un gruppo di soldati nemici accampati poco lontano. In testa al suo gruppo di compagni Jessie Lee attacca il campo e uccide tutti i soldati nemici scoprendo, in seguito, una piccola fortuna in monete d'oro che gli ispanici stavano trasportando. Jessie Lee capisce quindi che l'attacco era stato pianificato dal Colonnello solo per rubare l'oro, far incolpare lui e i suoi compagni e poi, naturalmente, eliminarli. Sfuggito proprio ad un agguato del colonnello Jessie Lee decide di disertare e in testa allo sparuto gruppo di compagni ancora in vita forma una banda di fuorilegge il cui scopo è tornare a casa.

## Errori sul set
- All'inizio del film un uomo anziano mostra una foto della "posse" (la banda) di Jessie Lee in cui sono visibili tutti i suoi membri principali. La foto è però impossibile perché uno dei membri della banda, quello soprannominato "Angel" viene ucciso diverse ore prima che alla banda si aggiunga il giocatore d'azzardo e baro "Padreterno", eppure entrambi i personaggi sono presenti nella medesima foto.
- Nella scena di combattimento del Saloon in fiamme, alla fine del film, mentre Jessie Lee affronta il sadico colonnello, in una sequenza di pochi secondi, la benda che copre il volto sfregiato e l'occhio mancante di quest'ultimo, scompare come per magia e mostra un viso perfettamente normale, nella sequenza successiva ricompare sia la benda che il volto sfregiato.

## Seguito
Nel 1997 è uscito Posse II - La banda dei folli (Los Locos: Posse Rides Again), diretto da Jean-Marc Vallée.